# Коста Църнушанов
Коста Георгиев Църнушанов с псевдоними К. Георгиев и Църне е български общественик, деец на ММТРО, историк, публицист и фолклорист, автор е на исторически изследвания, повести, исторически романи, мемоарни книги.

## Биография
Коста Църнушанов е роден на 24 януари 1903 година в Прилеп, тогава в Османската империя. Завършва философия и история в Белград. Църнушанов е един от основателите на ММТРО, младежката организация на ВМРО. През 1928 година е в чужбина, за да осведомява европейската общественост за Скопския студентски процес. Във Виена издава вестник „Освобождение“. През 30-те години се премества в София. В 1929 година редактира органа на ВМРО „Свобода или смърт“. В 1935/1936 година е учител в Стара Загора, в 1936 - 1938 година в Шумен и в 1940/1941 в София.
Завръща се в Македония при установяването на българска власт в областта в периода 1941-1944 като училищен инспектор на Битолска област. Участва в редактирането на битолския вестник „Пелистерско ехо“. Отделно е член на Управителния съвет на Областния народен съвет в Битоля.
Включва се активно в дейността на възстановения през май 1990 година Македонски научен институт. Той е един от възстановителите на института. Активно сътрудничи на списание „Македонски преглед“. Ползва псевдоними като Боне Крайничанец, Вардарец, Г. Паничаревски, Един кукушанец, Злате Вихров, Змейко Пелагонийски, К. Г. Пелистерски, Лазар Глаушев, Мар. Куйкулев. В трудовете си той доказва българския характер на местното славянско население на Македония и разобличава Македонизма като идеология, насочена към постепенната сърбизация на македонските българи.
Умира в София на 10 октомври 1996 година. Негов личен архивен фонд се съхранява в Държавна агенция „Архиви“.
През 1998 година Коста Църнушанов е награден посмъртно с отличието на Република Хърватия „Орден на Даница Хърватска с лика на Марко Марулич“.
Негова съпруга е Гена Велева, една от основателките на Женската организация на ММТРО.

## Творчество
- Сборник „Сто години ново българско училище в гр. Прилеп 1843 - 1943“, Скопие, 1943 година
- „Добрите сръбско-български взаимоотношения в миналото“, 1947, Дирекцията на изкуствата при министерството на информацията и на изкуствата, 150 с.
- „Учебник по сърбохърватски език“, 1954, ДВИ, 448 с. (в съавторство с Любен Божинов)
- „Охридското съзаклятие: предшественици, вдъхновители и дейци“, 1966, Изд. на Национал. Съвет на Отечествения фронт, 187 с.
- „Македонски народни песни“, I изд. С., Издателство на БАН, 1956 г. Глава „Галичка сватба", с. 352-359.
- „Българските народни говори и единството на българския език", София, 1968 г.
- „Участие на българското население от Македония в Априлското въстание“, София, 1976, Съюз на македонските културно-просветни дружества в България, Централно ръководство, 56 с.
- „Сръбски и хърватски свидетелства за българската народност в Македония“, 1978, Окръжен музей Благоевград, Благоевград, 108 с.
- „От Шар до Пирин“, 1979, Издателство на Отечествения фронт, 223 с.
- Църнушанов, Коста. Автобиография //   Струмски, 1984.
- „Солунските атентатори“, София, 1987 година
- „Македонски народни песни“, II изд. С., Издателство Музика, 1989 г.
- „Македония в хърватско-българските взаимоотношения през вековете“, 1991 г.
- „Коста Църнушанов. Големият български възрожденец митрополит Методий Кусев", 1992 г.
- Църнушанов, Коста. Македонизмът и съпротивата на Македония срещу него.   София, Университетско издателство „Св. Климент Охридски“, 1992. с. 533.
- „Многократните изяви на националното самоопределение на македонските българи“, Изд. Македония, София, 1992
- "Историческият образ на Старозагорския митрополит Методий (Тодор) Кусев", София, 1992 година
- Църнушанов, Коста. Димитър Талев в моите спомени.   София, Македония, 1992. с. 188.
- „Никола Каранджулов“, София, 1993, Изд. Златовръх, 112 с.
- „Принос към историята на Македонската Младежка Тайна Революционна Организация“, МНИ, София, 1996 г.Глава „Отношението на автономната ММТРО към българското управление в освободена Македония, с. 413-439.
- „Родословие на фамилията Тошовци“, София, 1980 година
- „Никола Каранджулов“, София, 1994 година
- "Историческият профил на Иван Михайлов", сп. "Пиринска Македония днес: илюстровано месечно списание за политика, икономика, култура и бит", Благоевград, бр.1, год. I, 1994 година
- "Принос към историята на Македонската Младежка Тайна Революционна Организация", София, 1996 година
- "Обществено-политическата дейност на Методи Андонов - Ченто", публикувано в сп. "Македонски преглед", год. XXV, кн. 3, София, 2002 година